# Opperwachtmeester
Een opperwachtmeester is een functionaris bij het leger of de politie.

## België
België kende de rang van opperwachtmeester bij de voormalige rijkswacht, een onderdeel van de politie in België.
In het Belgische leger is "opperwachtmeester" steeds de traditionele aanspreektitel voor de eerste sergeant-majoor (aanspreektitel "chef") binnen bepaalde eenheden van de landmacht. Dit is echter geen officiële benaming.

## Nederland
De Nederlandse militaire rang opperwachtmeester is na adjudant-onderofficier de hoogste onderofficiersrang in een aantal delen van het Nederlandse leger.
De rang opperwachtmeester wordt gebruikt bij de Koninklijke Marechaussee, de cavalerie en de artillerie en staat gelijk aan sergeant-majoor bij de luchtmacht, marine en overige landmachtonderdelen.
De Nederlandse rijkspolitie (1945-1994) kende ook de rang van opperwachtmeester. Bij de reorganisatie van de politie zijn de bij de Nederlandse gemeentepolitie gebruikelijke benamingen voor de rangen overgenomen. Een opperwachtmeester werd dus brigadier.